# Fontanite
La fontanite è un minerale.